# Maxim Sivolap
Maxim Andreevich Sivolap em russo:Максим Андреевич Сиволап;(Poltavka, 19 de junho de 1996) é um jogador de vôlei de praia.

## Carreira
Em 2015 atuou com Igor Velichko na conquista o bronze do Campeonato Europeu Sub-22 realizado em Macedo de Cavaleiros e com este jogador conquistou o vice-campeonato do Campeonato Europeu de 2017 em Ljubljana
No Circuito Mundial de 2018 iniciou com Igor Velichke conquistaram o título do Aberto de Qinzhou, categoria tres estrelas.Em 2019 passou a competir com Artem Yarzutkin e conquistou o título no Aberto de Kampong Speu, categoria uma estrela, e o vice-campeonato no Aberto de Siem Reap, categoria duas estrelas.

## Títulos e resultados
- Torneio 1* do Aberto de Kampong Speu do Circuito Mundial de Vôlei de Praia:2019
- Torneio 2* do Aberto de Siem Reap do Circuito Mundial de Vôlei de Praia:2019
- Torneio 3* do Aberto de Qinzhou do Circuito Mundial de Vôlei de Praia:2018